# Tiểu Beskid

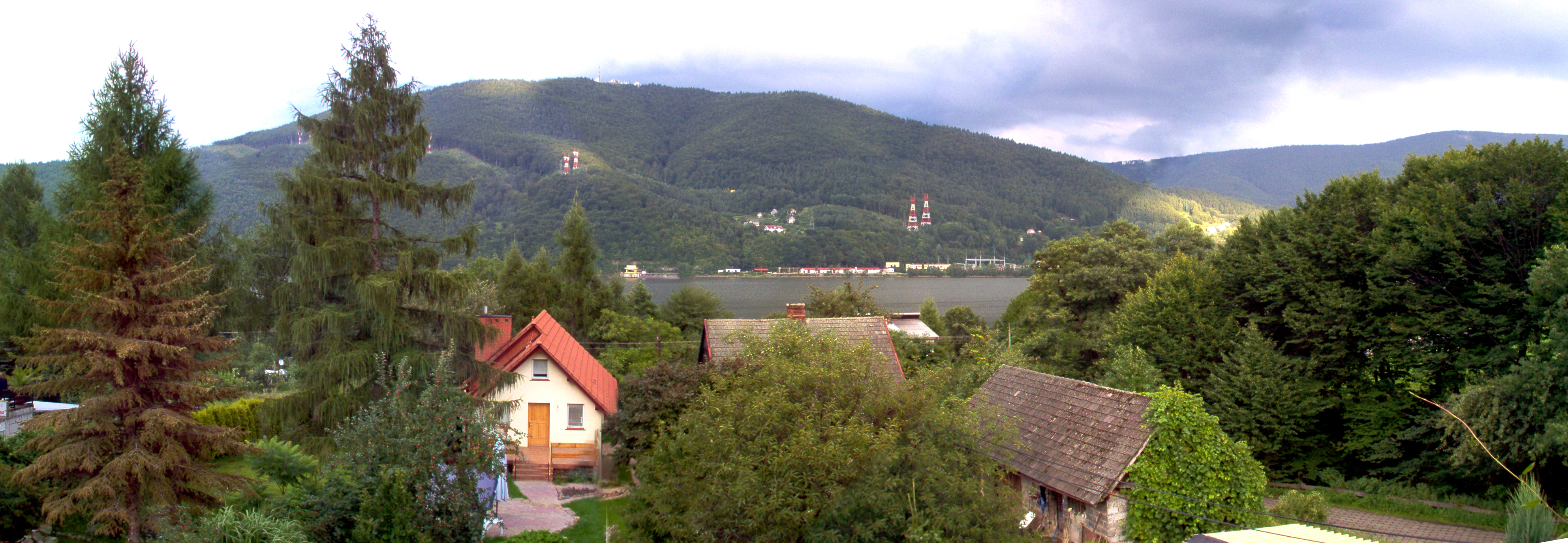
Beskids nhỏ

The Little Beskids (tiếng Ba Lan: Beskid Mały) là một trong những dãy núi Beskids thuộc dãy Tây Beskids thuộc vùng Tây phương Carpathians ở phía đông nam Ba Lan. Trong phạm vi là khu vực được bảo vệ được gọi là Công viên cảnh quan Little Beskids.
Ngọn núi cao nhất của nó là Czupel, cao 933 m so với mực nước biển. Sông Soła chạy từ nam ra bắc chia dãy núi thành hai nhóm.
Andrychów, Bielsko-Biała, Kęty, Kozy, Międzybrodzie Bialskie, Porąbka, Wilkowice là những điểm khởi đầu chính của các tuyến đường rực rỡ vào vùng núi.